# Enrique Martínez (vicepresidente)
Enrique Martínez (Córdoba, provincia de Córdoba, Argentina, 25 de julio de 1887 - Villa María, provincia de Córdoba, 20 de febrero de 1938) fue un político y médico argentino, Gobernador de Córdoba y Vicepresidente de Argentina durante el segundo mandato de Hipólito Yrigoyen.

## Orígenes y formación
Nació el 25 de julio de 1887 en la ciudad de Córdoba, hijo de Rogelio Martínez y de Isabel Berrotarán. Asistió a la escuela de la ciudad hasta 1900, cuando empezó el servicio militar. Estudió medicina y se graduó en Buenos Aires en 1910.

### Gobernador de Córdoba
Fue elegido gobernador en diciembre de 1927, con José Antonio Ceballos como vicegobernador. Desempeñó el cargo desde el 17 de mayo de 1928 hasta el 14 de agosto del mismo año, cuando fue designado vicepresidente de Hipólito Yrigoyen.

### Vicepresidencia de Argentina
Tras la muerte del vicepresidente electo Francisco Beiró, fue designado en su lugar por el Colegio Electoral y asumió el 12 de octubre de 1928. Asumió la presidencia de forma interina por razones de salud de Yrigoyen, gobernando del 5 al 6 de septiembre de 1930 cuando es depuesto por un golpe de Estado.

### Luego del golpe
Fue puesto en prisión 2 años, luego se mudó a Buenos Aires en 1934. En febrero de 1938, sufre un accidente de equitación en su estancia cercana a Tío Pujio, siendo trasladado al Sanatorio Pizarro de Villa María, donde falleció el día 20 a causa de una peritonitis producida como consecuencia de dicho accidente.